# Чебоксарская волость
Чебоксарская волость — волость Чебоксарского уезда с центром в городе Чебоксары, в деревне 1-е Усадки (1924—1927):259. Часть населённых пунктов, составлявших волость, вошла в советское время в состав Чебоксар.

## История
Чебоксарский уезд был разделён после 1796 года на 11 волостей: Акулевскую, Алымкасинскую, Богородскую, Воскресенскую, Никольскую, Покровскую, Помарскую, Помьялскую, Посадско-Сотниковскую, Тоганашевскую и Чебоксарскую.
Волость выгодно располагалась и развивалась вокруг уездного города Чебоксары Казанской губернии.
В 1927 году волость была упразднена, а его территория полностью вошла в состав вновь сформированного Чебоксарского района.

## Состав
На 1926 год в состав Чебоксарской волости входили следующие населённые пункты:
- 1-е Усадки
- 2-е Усадки
- Автан-сирмы
- Альгешево
- Аникеево
- Арман-касы
- Ассакасы
- Ачаково
- Банново
- Большие Ильбеши
- Большие Карачуры
- Большое Шахчурино
- Будайка
- Вачал-касы
- Вурман-касы
- Голодяиха
- Гремячево
- Завражная
- Кнутиха
- Коснары
- Кочаково
- Кошкино
- Кюснары
- Лапсары
- Малое Шакчурино
- Малое Янгильдино
- Малые Ильбеши
- Малые Карачуры
- Моложданово
- Мош-касы
- Набережное
- Начар-Чемурша
- Ново-Ларионово
- Обиково
- Петино
- Пихтулино
- Протопопиха
- Свечкино
- Селивановка
- Синьялы
- Соляное
- Сятра-касы
- Тип-Сирма
- Утренняя Звезда
- Уста-касы
- Чемурша
- Чергаши
- Чирш-касы
- Шанары
- Цыган-касы
- Ягудары
- Якимово
- Янаш-касы

В июне 1927 года, после упразднения Янгильдинской волости, к Чебоксарской волости отошли Иштерек-Касы, Большие Катраси, Малые Катраси, Яушево, Митрофан-Касы, Сирма-Касы и Тури-Касы.